# Pat Kelly (homme politique)
Pour les articles homonymes, voir Pat Kelly (homonymie) et Kelly.
Pat Kelly, né en 1971, est un entrepreneur, courtier hypothécaire et homme politique canadien.
Membre du Parti conservateur du Canada, il est député de la circonscription de Calgary Rocky Ridge à la Chambre des communes du Canada depuis l'élection fédérale d'octobre 2015.

## Biographie
Né en 1971, Pat Kelly travaille comme courtier hypothécaire avant de se lancer en politique fédérale. En 2015, il gagne l'investiture face à cinq autres candidats pour représenter le Parti conservateur du Canada dans la circonscription de Calgary Rocky Ridge lors de l'élection fédérale d'octobre 2015. Il remporte l'élection avec 60,4 % des voix et une majorité de 18 191 voix devant le candidat libéral, Nirmala Naidoo.
Il est réélu en 2019 et en 2021.